# بحيرة سيزلد
بحيرة سيزلد ( بالهنغارية: Szelidi-tó) هي بحيرة مالحة غير عادية في مقاطعة باتش-كيشكون في المجر على مساحة 0. 8 km²

## جغرافيا
بحيرة غير مالحة، شكلت من فرع قديم من نهر الدانوب، تقع على بعد 4 كم جنوب شرق قرية دوناباتاج. أقصى عرض للبحيرة 200 مترا وبطول 4 كم بعمق ثلاثة أمتار فقط في المتوسط وبالتالي ارتفاع درجة حرارتها بسرعة في الصيف، تصل أحيانا إلى 28 درجة مئوية. وبصرف النظر عن الآثار الطبية للأملاح الطبيعية التي تكتسبها البحيرة، هناك نشطات أيضا في البحيرة كالاسترخاء والصيد. يقع مخيم القريبة بجانبها وتمتلك شاطئ رملي على الجانب الجنوبي.